# Lucas Román
Lucas "Pocho" Román (Buenos Aires, 10 de febrer de 2004) és un futbolista argentí que juga com a davanter al FC Cartagena, cedit pel FC Barcelona Atlètic. Nascut a l'Argentina, ha representant internacionalment tant Itàlia com l'Argentina en categories per edats.

## Carrera de club
Producte juvenil de Ferro Carril Oeste des dels 6 anys, Román va signar el seu primer contracte professional amb l'equip el 23 de juliol de 2020 fins al 2022. Va debutar professionalment amb el club en un partit de Primera Nacional contra Quilmes el 28 de febrer de 2022. Va ampliar el seu contracte amb el club el 3 de juny de 2022, fins al desembre de 2023.

### FC Barcelona
El 18 de gener de 2023, el Barcelona Atlètic va anunciar un acord amb Ferro Carril Oeste per al traspàs del jugador Lucas Román que ha signat un contracte fins al 30 de juny de 2026, que inclou una clàusula de rescissió de 400 milions d'euros.
L'agost de 2024, Román es va unir al FC Cartagena de segona divisió amb un contracte de cessió durant tota la temporada.

## Carrera internacional
Román ha estat convocat amb l'Argentina Sub-20 sota la direcció de Javier Mascherano, guanyant el Torneig Internacional de Futbol de L'Alcúdia 2022 i actuant com a part de la plantilla preparatòria per al Campionat Sud-americà Sub-20 2023.

## Estil de joc
Román és un davanter esquerrà que també pot fer d'extrem. És un davanter mòbil i creatiu que pot començar jugades pel mig del camp o per la banda, sovint a la dreta on pot tallar l'interior fins al seu peu més fort. Té un bon xut des de la distància, i és conegut per la seva mentalitat guanyadora.